# Resnik (Vučitrn)
Pour les articles homonymes, voir Resnik.
Reznik en albanais et Resnik en serbe latin (en serbe cyrillique : Ресник) est une localité du Kosovo située dans la commune/municipalité de Vushtrri/Vučitrn et dans le district de Mitrovicë/Kosovska Mitrovica. Selon le recensement kosovar de 2011, elle compte 1 366 habitants.

## Démographie

### Évolution historique de la population dans la localité
| 1948 | 1953 | 1961 | 1971 | 1981  | 1991  | 2011  |
| ---- | ---- | ---- | ---- | ----- | ----- | ----- |
| 591  | 666  | 743  | 815  | 1 086 | 1 366 | 1 366 |

|  |

### Répartition de la population par nationalités (2011)
En 2011, les Albanais représentaient 99,85 % de la population.